# Las tres alegres comadres
Las tres alegres comadres es una película de comedia musical y drama mexicana de 1952, escrita y dirigida por Tito Davison y protagonizada por Amalia Aguilar, Lilia del Valle y Lilia Prado. Ésta es la primera película protagonizada por el trío femenino compuesto por Del Valle, Aguilar y Prado. Es una autoparodia de la película del mismo año, Los tres alegres compadres, protagonizada por el trío actoral masculino compuesto por Jorge Negrete, Pedro Armendáriz y Andrés Soler, cuyo argumento y secuencia son diferentes.

## Sinopsis
Marina Bermúdez (Amalia Aguilar), Perla Martínez (Lilia del Valle) y Estela González (Lilia Prado), conocidas como "Las Tres Alegres Comadres", son tres hermosas jóvenes que trabajan como modelos y extras de cine. Así que intentan hacerse millonarias de manera rápida, por lo cual consiguen montar un número musical en un cabaret donde triunfa la Montalvo (Gloria Mestre), quien las corre a golpes; audicionan en una prueba para protagonizar una película, pero son rechazadas. Una de ellas finge ser atropellada y le sacan al dueño del automóvil 500 pesos y van a casa de unos opulentos extravagantes, donde les quitan la ropa y las obligan a cantar.

## Elenco
- Amalia Aguilar como Marina Bermúdez
- Lilia del Valle como Perla Martínez
- Lilia Prado como Estela González
- Joaquín Cordero como Alberto
- Wolf Ruvinskis como Tranquilino
- Tito Novaro como Rafael
- Juan García como El Norteño
- Gloria Mestre como La Montalvo
- Jesús Valero como Director de película
- Diana Ochoa como Casera
- Juan Orraca como Hombre en accidente de carro
- Manuel Trejo Morales como Comandante falso
- Pepe Ruiz Vélez como Galán en película
- Georgina González como Sirvienta de mansión
- Elena Julián como Sirvienta de mansión
- Roberto Font como Chavito
- Gregorio Acosta como Hombre golpea a Chavito
- Armando Arriola como Pretendiente de Estela
- Victorio Blanco como Empleado de película
- Carlos Bravo y Fernández como Actor de película
- Josefina Burgos como Invitada a fiesta
- Enrique Carrillo como Policía
- Alfonso Carti como Policía
- Arturo Castro «Bigotón» como Pretendiente de Perla
- Enrique Díaz Indiano como Don Felipe, dueño de cabaret
- Rogelio Fernández como Actor de película
- Salvador Godínez como Policía joven falso
- María Herrero como Corista corajuda
- Cecilia Leger como Mujer policía falsa
- Héctor Mateos como Mayordomo
- Luis Mussot hijo como Cantinero
- Pepe Nava como Mesero
- Carlos Robles Gil como Gringo
- Nicolás Rodríguez como Dueño de mansión
- Acela Vidaurri como Corista
- Fernando Yapur como Gringo

## Comentarios
Nuevos personajes se integraban al proceso social del Cine Mexicano en Las tres alegres comadres, personificadas por Amalia Aguilar, Lilia del Valle y Lilia Prado. Sendos y atractivos carteles ilustrados con la visión de Ernesto García Cabral daban fe de estos monumentos femeninos en un ambiente urbano y moderno.
La cinta tuvo una serie de secuelas: Las interesadas (1952), Mis tres viudas alegres (1953) y Las cariñosas (1953). En estas dos últimas, Prado fue reemplazada por Silvia Pinal.
Según cuenta la leyenda urbana, Las tres alegres comadres la estelarizarían María Antonieta Pons, Meche Barba y Amalia Aguilar. De haberse concretado esta idea de los productores, esta sería la película clave que marcaría el fin del género del cine de rumberas. Independientemente de que habría sido actuada por las tres primeras reinas del trópico que se vieron en pantalla.